# Paul Portner
Paul Portner (Lawrence (Kansas), 1966. január 16. –) amerikai nyelvész, a Georgetowni Egyetem nyelvtudományi professzora. A nyelvi modalitásról szóló munkáiról ismert.

## Könyvei
- Modality, Oxford University Press (szemantikai és pragmatikai tanulmányok)
- Mi a Jelentés?, Blackwell
- Mood, Oxford University Press
- Hajmeresztő (színdarab)

## Fordítás
- Ez a szócikk részben vagy egészben  a   Paul Portner című angol Wikipédia-szócikk ezen változatának fordításán alapul.  Az eredeti cikk szerkesztőit annak laptörténete sorolja fel. Ez a jelzés csupán a megfogalmazás eredetét és a szerzői jogokat jelzi, nem szolgál a cikkben szereplő információk forrásmegjelöléseként.